# 莫桑比克航空470號班機空難
莫桑比克航空470號班機空難是發生於2013年11月29日的一宗航空事故。該班機屬於莫桑比克航空，自莫三比克馬普托的馬普托國際機場起飛，原定降落於安哥拉羅安達的二月四日國際機場。根據報導，班機準時起飛，但未能抵達目的地并与地面失去联系，最終飞机残骸在11月30日於納米比亞的巴布瓦塔國家公園內被發現，機上33人確定已全數罹難。
事故發生時当地的天气报告顯示事发當時天氣良好。

## 失事飛機
失事的飞机是一架Embraer 190，生产线编号581，注册号C9-EMC，飞机的名字是Chaimite。这架飞机2012年10月制造完成，2012年11月交付给莫桑比克航空。事故发生前，这架飞机已经飞行了2905个小时，1877个飞行周期。它由两台通用电气CF34-10E引擎驱动。飞机的机体和引擎最后一次检查是在事故发生的前一天，2013年11月28日进行的。

## 罹難者
班機上的27名乘客中，有十名莫桑比克人、九名安哥拉人、五名葡萄牙人、一名法國人、一名巴西人及一名中國人。納米比亞官方表示沒有人在此次空難中幸存，飛機的残骸已經完全被燒成灰燼。
| 國籍     | 罹難者人數 |
| -------- | ---------- |
| 莫桑比克 | 10         |
| 安哥拉   | 9          |
| 葡萄牙   | 5          |
| 法國     | 1          |
| 巴西     | 1          |
| 中国     | 1          |
| 總計     | 27         |

## 事故后续及调查
莫桑比克政府称将会进行全国哀悼。总统阿曼多·格布扎对遇难者家属表示哀悼。莫桑比克航空表示将会提供法律咨询服务并设立了一个用来给乘客家属提供信息的热线。
残骸的轨迹显示飞机触地之后在地面上继续滑行了几百码。
两个黑匣子，駕駛艙通話記錄器和飛行紀錄儀于四天内在事故现场被找到，接着被送到NTSB以解读其中的数据。
2013年12月21日，莫三比克民航機構发布了初步调查报告，报告指出，机长Herminio dos Santos Fernandes有明确意图想要将客机坠毁，并手动改变了自动驾驶的设定。这份报告指出，飞机的原定高度被从38000英尺经过三次改变，最终下降到592英尺，随后更是设定为低于地面。航速也一样被手动改变了。 CVR捕捉到下降过程中驾驶舱中被触发的警报和副驾驶反复在驾驶舱外砸门的声音，表明他在坠毁前不久一直被锁在门外。

## 類似事故
- 日本航空350號班機空難
- 勝安航空185號班機空難
- 埃及航空990號班機空難
- 德国之翼航空9525号班机空难
- 中国东方航空5735号班机空难